# Bujanov
Bujanov (en allemand : Angern) est une commune du district de Český Krumlov, dans la région de Bohême-du-Sud, en République tchèque. Sa population s'élevait à 559 habitants en 2020.

## Géographie
Bujanov se trouve à 7 km au sud-ouest de Kaplice, à 15 km au sud-est de Český Krumlov, à 31 km au sud-sud-ouest de České Budějovice et à 153 km au sud de Prague.
La commune est limitée par Omlenice au nord, par Kaplice au nord-est, par Dolní Dvořiště à l'est et au sud, et par Rožmitál na Šumavě à l'ouest.

## Histoire
La première mention écrite du village date de 1347.

## Administration
La commune se compose de quatre quartiers :
- Bujanov
- Skoronice
- Suchdol
- Zdíky